# Monte Pagliano
Il Monte Pagliano (Paliano in marchigiano) è un monte alto 1396 metri sul livello del mare, situato nelle Marche, in Provincia di Macerata, nel Parco nazionale dei Monti Sibillini.

## Etimologia del nome
Il nome "Pagliano" potrebbe derivare dal fatto che gli abitanti della zona raccoglievano qui la paglia. Secondo i linguisti si tratta invece del prediale relativo a un fondo della Gens Pallia, una famiglia presente ad Attidium (Attiggio), nei pressi dell'odierna Fabriano.

## Paesi vicini
Nei pressi del monte si trovano Gualdo, la Spina di Gualdo e Rapegna, frazioni di Castelsantangelo sul Nera.

## Percorsi
La cima del Monte Pagliano è raggiungibile da Gualdo e da Punta di Valloprare.